# Abacena
Abacena je rod moljaca iz familije Erebidae.

## Taksonomija
Rod je ranije klasifikovan u potporodicu Acontiinae iz porodice Noctuidae.

## Vrste
- Abacena accincta Felder and Rogenhofer, 1874
- Abacena discalis Walker, 1865 (syn: Abacena palliceps Felder and Rogenhofer, 1874)
- Abacena rectilinea Hampson, 1918

## Spoljašnje veze
- Natural History Museum Lepidoptera genus database